# NGC 7070
NGC 7070 је спирална галаксија у сазвежђу Ждрал која се налази на NGC листи објеката дубоког неба.
Деклинација објекта је - 43° 5' 12" а ректасцензија 21h 30m 25,2s. Привидна величина (магнитуда) објекта NGC 7070 износи 12,1 а фотографска магнитуда 12,8. Налази се на удаљености од 30,3000 милиона парсека од Сунца. NGC 7070 је још познат и под ознакама ESO 287-28, MCG -7-44-16, AM 2127-431, IRAS 21272-4318, PGC 66869.